# SMART-1
Smart-1 je první evropskou kosmickou sondou organizace ESA určenou k průzkumu Měsíce a rovněž první evropskou sondou, která ke svému pohonu využívá iontového Hallova motoru. Její název je zkratkou „Small Missions for Advanced Research in Technology - 1“. Je prvním zástupcem řady tzv. „flexi missions“, tedy malých a levných automatů ověřujících nové technologie. Proto i její výrobní cena 110 mil. euro je poměrně nízká.

## Cíle mise
- technologické cíle - ověření nového iontového motoru a testování nových miniaturizovaných přístrojů pro sběr dat.
- vědecké cíle - získání nových poznatků o měsíční geologii, morfologii, topografii a mineralogii. Studium tektonické aktivity a procesů, které formovaly Měsíc při jeho vývoji.

## Popis sondy
Smart-1 má tvar krychle o délce hrany 1 m, která je vybavena párem solárních článků. Startovní hmotnost dosahovala 367 kg, z čehož téměř 80 kg bylo tvořeno pohonnou látkou, xenonem iontového motoru sondy. Iontový motor PPS1350, vyrobený francouzskou firmou SNECMA, využívá elektrostatické pole k ionizaci xenonu a jeho urychlení z trysky motoru. Výstupní rychlost ionizovaného plynu je značně vysoká, u motoru SMART-1 dosahuje 16,4 km/s, a proto i výsledný specifický impulz motoru je vysoký. Jeho hodnota je 16,4 kN·s/kg což je přibližně pětinásobkem hodnoty dosahované u klasických raketových motorů spalujících chemické pohonné hmoty. Výsledný tah motoru je ovšem malý a dosahuje až 70 mN při příkonu 1350 W elektrické energie dodávané z páru slunečních článků.
Vědecká výbava sondy, na kterou připadá 15 kg, obsahuje 8 přístrojů mezi nimiž je AMIE (Asteroid – Moon Micro Imager Experiment) – hlavní zobrazovací zařízení o rozlišení 1024x1024 pixelů, dále EPDP což je diagnostický modul iontového motoru, KaTE (Ka-band Telemetry and Telecommand Experiment) – komunikační modul ověřující využitelnost komunikace v pásmech X (8 GHz) a Ka (32/34 GHz), a další přístroje.

## Průběh letu

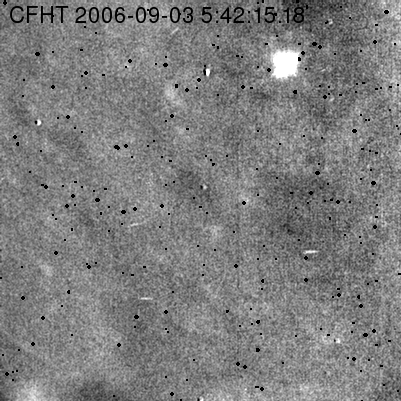
Záblesk po dopadu sondy SMART-1 na povrch Měsíce

Sonda byla vypuštěna 27. září 2003 nosnou raketou Ariane 5 z Guyanského kosmického centra v Kourou. Po 42 minutách dosáhla výchozí přechodové dráhy s výškou 7 035 × 42 223 km. Od této chvíle začala iontovým motorem zvyšovat svou rychlost a tím se po spirálovité dráze vzdalovat od Země. Dne 11. listopadu 2004 prošla Lagrangeovým bodem L1 soustavy Země-Měsíc a dostala se do sféry gravitačního vlivu Měsíce. Dne 15. listopadu v 17:46 UT se sonda poprvé dostala do periselenia polární oběžné dráhy okolo Měsíce s rozměry 6 704 × 53 208 km a oběžnou dobou 129 h. Další činností motoru byla dráha snížena na 300 – 10 000 km a začal podrobný vědecký průzkum v oblasti Měsíce.

## Ukončení mise
Po vyčerpání pohonné hmoty iontového motoru docházelo k dalšímu přirozenému snižování oběžné dráhy sondy. Mise byla ukončena 3. září 2006 v 5:42:22 UTC kontrolovaným dopadem sondy na povrch Měsíce do oblasti Lacus Excellentiae (na souřadnicích 34°24′ J, 46°12′ Z) rychlostí přibližně 2 km/s.
Výbor pro kosmický výzkum COSPAR (Committee on Space Research) stanovil pravidla na ochranu planet a jejich měsíců před možnou kontaminací kosmickými sondami. V reakci na obavy, zda dopad sondy SMART-1 nezpůsobil kontaminaci Měsíce, ESA tvrdí, že „každý chemický prvek přítomný na SMART-1 a jeho přístrojích existuje v přirozené podobě na Měsíci“.